# Kála (keresztnév)
A Kála női név újabb keletű névalkotás a kalla virágnév ejtésváltozatából.

## Gyakorisága
Az 1990-es években egyedi név volt, a 2000-es évek első évtizedében nem szerepel a 100 leggyakoribb női név között.

## Névnapok
ajánlott névnap:
- augusztus 1.[2]